# Colossus
För andra betydelser, se Colossus (olika betydelser).

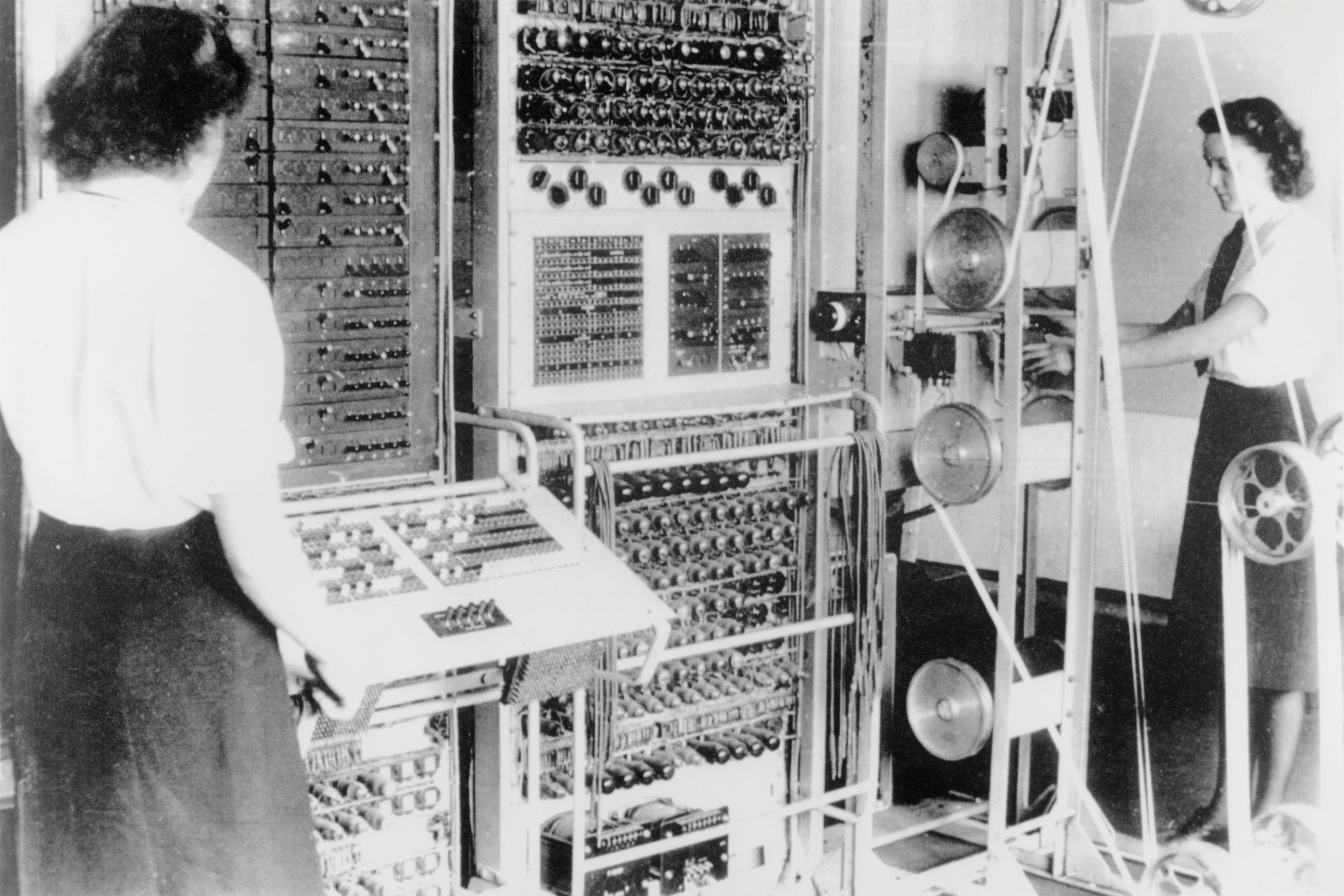
Colossus i användning, 1943.

Colossus var en av världens första datorer, utvecklad speciellt som hjälpmedel för att knäcka tyska meddelanden som krypterats med krypteringsmaskinerna Lorenz SZ40/42. Datorsystemet byggdes 1943 vid Bletchley Park och den första fungerande maskinen stod färdig i januari 1944. Colossus byggde på elektronrörsteknik.

## Bakgrund
De tyska Lorenz-apparaterna togs i bruk 1941, och dessa nya okända signaler som kom från en teleprinter blev kallade "Tunny" av de brittiska kryptologerna vid Bletchley Park. Försök till avkryptering av meddelandena från "Tunny"-maskinerna leddes först av matematikern Alan Turings grupp, som tidigare knäckt koden för Enigma-apparaterna. Efter att de gått bet i flera månaders tid inbjöds William Tutte att försöka, och tidigt 1942 hade han räknat ut hur Tunnys kryptering fungerade - och den var mycket mer avancerad än Enigma.
Flera komplexa maskiner byggdes av britterna för att underlätta dechiffreringen av Tunny. Den första kallades den "brittiska Tunny" och var helt enkelt en Tunny-maskin som kunde arbeta baklänges. Denna maskin designades av Bletchley Park och baserades på deras arbete. Det räckte dock inte med att veta hur "Tunnys" kryptering fungerade - man behövde också meddelandets specifika chifferkod för att kunna ställa in brittiska Tunny korrekt och avkryptera meddelandet. Till en början användes Alan Turings sannolikhets-beroende metoder med papper och penna för detta, men 1943 hade Tutte tagit fram en algoritm, "the statistical method", som kunde beräkna chifferkoden. Då den dock var alltför avancerad för att beräknas för hand konsulterades kollegan Max Newman, som föreslog att processen automatiserades med hjälp av en elektronisk räknare. Därmed byggdes en apparat som kombinerade brittiska Tunny med Tuttes "statistical method" och Newmans förbättringar – Colossus.

## Design och användning
Maskinen Colossus var en elektronisk dator som fyllde ett helt rum och vägde runt ett ton. När den byggdes 1943 var den världens första storskaliga digitala dator. Den var dock väldigt specialiserad och kunde bara utföra en uppgift: avkoda meddelanden från de tyska Lorenzmaskinerna. Colossus kunde matas med den krypterade informationen på en textremsa, varvid det avkodade meddelandet skrevs ut i klartext på en modifierad skrivmaskin.
Colossus designades och byggdes av ingenjören Thomas Flowers, på den så kallade Post Office Research Station baserad i London, och kan beskrivas som en elektronisk version av Brittiska Tunny med William Tuttes statistiska metod inbyggd. Det första tyska meddelandet kunde avkodas 5 februari 1944.
I juni 1944 blev den andra generationens Colossusmaskin klar, och i slutet av kriget fanns sammanlagt cirka tio maskiner i drift. Bletchley Park blev därmed världens första datorcenter och en första glimt av datoråldern; något liknande skulle inte byggas igen förrän på 1960-talet. Dessa imponerande tekniska framsteg var dock inte förebilder för de efterkommande datorerna, eftersom allt som skedde vid Bletchley Park var topphemligt: De inblandade belades med tystnadsplikt, varför mycket kring Colossus var okänt långt in på 1970-talet.
Vid slutet av andra världskriget sades det att datorn och mycket av dokumentationen förstörts på order av Winston Churchill, vilket inte var sant. 

### Fotnoter
1. ↑  ”Professor William T. Tutte | Combinatorics and Optimization | University of Waterloo” (på engelska). uwaterloo.ca. https://uwaterloo.ca/combinatorics-and-optimization/professor-william-t-tutte. Läst 6 juni 2025.
2. ↑  Halton, Ken (1993). ”The Tunny Machine”. i Hinsley & Stripp. Codebreakers. sid. 167-174
3. 1 2 3 4  Copeland, B. Jack (2025-03-09). ”W. T. Tutte—The Graph Theorist Whose Code-Busting Algorithms Powered the D-Day Invasion” (på engelska). The Mathematical Intelligencer. doi:10.1007/s00283-024-10386-7. ISSN 1866-7414. https://doi.org/10.1007/s00283-024-10386-7. Läst 6 juni 2025.
4. 1 2  Tom Cheetham; David Kenyon (2024). ”Colossus in context” (Podcast). https://www.bletchleypark.org.uk. https://www.bletchleypark.org.uk/our-story/e159-colossus-in-context-part-1/. Läst 15 juni 2025.
5. ↑  Weird or What sett i Discovery Science.